# Berecintia
En la mitología frigia, Berecintia es el sobrenombre dado a Cibeles, ya que en el monte Berecinto tenía un culto particular (Berecyntia mater).
Recibía también este nombre un ídolo que llevaban en procesión por los campos para que favoreciera la fructificación de la tierra.
Así mismo, recibía este nombre una flauta que se utilizaba exclusivamente en las fiestas de Cibeles a la que los romanos llamaban berecyntia tibia.